# Kamp Koral : Bob la petite éponge
Bob l'éponge Patrick Super Star
Kamp Koral : Bob la petite éponge (Kamp Koral: SpongeBob's Under Years) est une série télévisée d'animation américaine diffusée entre le 4 mars 2021 et le 10 juillet 2024 sur le service Paramount+ et depuis septembre 2021 sur Nickelodeon. Un prequel de Bob l'éponge, la série se concentre sur un Bob l'éponge de neuf ans qui participe à un camp d'été. Il sert de lien avec le troisième film de Bob l'éponge, intitulé Éponge en eaux troubles.
En Suisse, la série est diffusée à partir du 2 octobre 2021 sur RTS Deux, et en Belgique à partir du 3 janvier 2022 sur La Trois. En France, elle est diffusée depuis 2021 sur Nickelodeon et depuis le 8 avril 2024 sur Gulli puis est disponible depuis le 1er décembre 2022 sur Paramount+.

## Synopsis
La série dépeint la vie de Bob l'éponge durant son enfance, en se focalisant sur la période où il était en camp d'été situé dans la forêt de varech. Ils passent la majeure partie de leur temps à attraper des méduses, à allumer des feux de camp à nager dans le lac et à s'amuser.

## Distribution

### Voix originales
- Tom Kenny : Bob l'éponge
- Bill Fagerbakke : Patrick l'étoile de mer
- Rodger Bumpass : Carlo Tentacule
- Clancy Brown : Mr. Krabs
- Carolyn Lawrence : Sandy l'Écureuil
- Mr. Lawrence : Plankton
- Mary Jo Catlett : Mme Puff
- Jill Talley : Karen
- Lori Alan : Pearl Krabs
- Carlos Alazraqui : Nobby
- Kate Higgins : Narlene
- Haley Tju : Molly

### Voix françaises
- Sébastien Desjours : Bob l'éponge
- Boris Rehlinger : Patrick l'étoile de mer
- Michel Mella : Carlo Tentacule
- Michel Bedetti : Mr. Krabs et Plankton
- Hélène Chanson : Sandy l'Écureuil, Mme Puff, Karen et Pearl Krabs
- Stéphane Ronchewski : Boule de gras, Jimmy
- Paul Borne : Larry le homard, Le Hollandais volant
- Magali Rosenzweig : Narlene
- Gabriel Bismuth-Bienaimé : Barnacle, Nobby

- Version française
  - Studio de doublage : Lylo
  - Direction artistique : Barbara Delsol[4], Michel Bedetti, Isabelle Bertolini (dialogues), Edwige Chandelier (chants)
  - Adaptation : Virginie Stobinsky, Sandrine Berutto

## Production

### Développement
Selon Vincent Waller, l'idée de l'émission est née d'une scène de flashback du film Bob l'éponge, le Film éponge en eaux troubles . Ayant travaillé sur la série originale pendant des années, Waller a calculé la hiérarchie du camp et l'âge des personnages (quoique plus jeunes). Marc Ceccarelli a aidé à développer les nouveaux personnages et les nouveaux lieux. En octobre 2018, lors de l'un des premiers jours de Brian Robbins en tant que président de Nickelodeon, il "a décidé d'aménager une pièce et de vraiment regarder à quoi ressemble l'univers de Bob l' éponge ". Selon Robbins, "de là est née l' idée de Kamp Koral et en fait quelques autres idées".

### Annonces
Le 14 février 2019, il a été annoncé qu'une série dérivée sans nom de Bob l'éponge était en préparation chez Nickelodeon,. Le 4 juin 2019, il a été annoncé que la série dérivée de Bob l'éponge sous le titre de Kamp Koral avait le feu vert avec une commande initiale de 13 épisodes,.
Le 19 février 2020, l'émission a été officiellement intitulée Kamp Koral: SpongeBob's Under Years (Kamp Koral : Bob la petite éponge). Il a également été annoncé que la distribution vocale de Bob l'éponge serait là pour la série dérivée,, Le 4 mars 2021, il a été annoncé que 13 épisodes supplémentaires avaient été commandés, portant le total de la saison 1 à 26 épisodes. Le 11 août 2021, la série a été renouvelée pour une deuxième saison de 13 épisodes.

### Fiche technique
- Titre original : Kamp Koral: SpongeBob's Under Years
- Titre français : Kamp Koral : Bob la petite éponge
- Création : Stephen Hillenburg
- Réalisation : Dave Cunningham
- Scénario : Mr. Lawrence, Luke Brookshier, Andrew  Goodman, Kaz
- Musique : Nicolas Carr, Sage Guyton, Jeremy Wakefield
- Direction artistique : Peter Bennet
- Son : Justin Brinsfield
- Montage : Alexandria Krystin, Jason Piemnoppakao
- Casting : Lorena Gallego, Shannon Reed
- Production : Stephen Hillenburg, Marc Ceccarelli, Vincent Waller
- Sociétés de production : United Plankton Pictures Inc., Nickelodeon Animation Studio
- Sociétés de distribution : ViacomCBS Domestic Media Networks
- Pays d'origine :  États-Unis
- Langue originale : anglais
- Format : 1080i (16:9 HDTV) - Dolby Surround 5.1 (NTSC)
- Genre : Série d'animation, Comédie, Aventure
- Nombre de saisons : 1
- Nombre d'épisodes : 13
- Durée : 22 minutes
- Dates de première diffusion :
  - États-Unis : 4 mars 2021
  - France : 2 octobre 2021

### Diffusion international
Kamp Koral est diffusé dans plus de 120 pays dans le monde, diffusé majoritairement sur Nickelodeon.
- États-Unis : diffusé depuis le 4 Mars 2021 sur Paramount+ et depuis le 10 septembre 2021 sur Nickelodeon
- Canada : diffusé depuis le 2 février 2021 sur Paramount+
- Arabie saoudite : diffusé depuis le 7 novembre 2021 sur Nickelodeon Arabia
- Émirats arabes unis : diffusé depuis le 10 novembre 2021 sur Nickelodeon Arabia
- France : diffusé depuis le 2 octobre 2021 sur Nickelodeon France
- Belgique : diffusé depuis le 8 novembre 2021 sur Nickelodeon Wallonie
- Croatie : diffusé le 8 novembre 2021 sur Nickelodeon CEE
- Danemark : diffusé depuis le 25 mars 2021 sur Paramount+, Nickelodeon Scandinavie
- Pays-Bas : diffusé depuis le 11 juillet 2021  Nickelodeon Pays-Bas
- Finlande : diffusé depuis le 25 mars 2021  sur Paramount+
- Allemagne : diffusé depuis le 11 juillet 2021 sur Nickelodeon Allemagne
- Autriche : diffusé sur Nickelodeon Autriche
- Suisse : diffusé sur Nickelodeon Suisse
- Israël : diffusé depuis le 1er septembre 2021 sur Nickelodeon Israël
- Hongrie : diffusé depuis le 8 novembre 2021 sur Nickelodeon CEE
- Corée du Sud : diffusé depuis le 18 septembre 2021 sur Nickelodeon Corée du Sud
- Italie : diffusé depuis le 21 juin 2021 sur Nickelodeon Italie
- Chine : diffusé sur Nickelodeon Asie
- Norvège : diffusé depuis le 25 mars 2021 sur Paramount+ et Nickelodeon Scandinavie
- Iran : diffusé depuis le 8 mars 2021 sur Filmo
- Pologne : diffusé depuis le 5 juillet 2021 sur Nickelodeon Pologne et Nicktoons CEE
- Portugal : diffusé sur Nickelodeon Ibérie
- Brésil : diffusé depuis le 4 Mars 2021 sur Nickelodeon Brésil et Paramount+
- Roumanie : diffusé sur Nickelodeon CEE
- Russie : diffusé depuis le 20 juin 2021 sur Okko, Nickelodeon Russie et Nickelodeon CEE
- Serbie : diffusé sur Nickelodeon CEE
- Espagne : diffusé sur Nickelodeon Ibérie
- Argentine : diffusé sur Paramount+
- Bolivie : diffusé sur Paramount+
- Chili : diffusé sur Paramount+
- Colombie : diffusé sur Paramount+
- Suède : diffusé sur Paramount+ et Nickelodeon Scandinavie
- Australie : diffusé sur Nickelodeon Australia
- Inde : diffusé sur Nickelodeon India
- Bulgarie : diffusé sur Nickelodeon Bulgarie
- Tchéquie : diffusé sur Nickelodeon tchèque
- Turquie : diffusé le 8 novembre 2021 sur Nickelodeon Turquie

## Épisodes
| No | #   | Titre français,                     | Titre original                      | Première diffusion | Diffusion suisse sur RTS Deux | Diffusion belge sur La Trois | Diffusion française sur Paramount+ |
| -- | --- | ----------------------------------- | ----------------------------------- | ------------------ | ----------------------------- | ---------------------------- | ---------------------------------- |
| 1  | 1   | Le Garçon aux méduses               | The Jellyfish Kid                   | 4 mars 2021        | 16 octobre 2021               | 3 janvier 2022               | 1er décembre 2022                  |
| 2  | 2a  | L'Élixir de sucre                   | Sugar Squeeze                       | 4 mars 2021        | 23 octobre 2021               | 17 janvier 2022              | 15 décembre 2022                   |
| 2  | 2b  | C'est toi le chat !                 | Tag, You're It                      | 4 mars 2021        | 23 octobre 2021               | 17 janvier 2022              | 14 décembre 2022                   |
| 3  | 3a  | La Guerre du pneu                   | Quest for Tire                      | 4 mars 2021        | 5 octobre 2021                | 30 avril 2022                | 15 décembre 2022                   |
| 3  | 3b  | La Cabane des curiosités            | Cabin of Curiosities                | 4 mars 2021        | 5 octobre 2021                | 30 avril 2022                | 15 décembre 2022                   |
| 4  | 4a  | À la recherche du camp Nature       | In Search of Camp Noodist           | 4 mars 2021        | 2 octobre 2021                | 30 avril 2022                | 15 décembre 2022                   |
| 4  | 4b  | Éponge de cuisine                   | Kitchen Sponge                      | 4 mars 2021        | 2 octobre 2021                | 15 octobre 2022              | 1er décembre 2022                  |
| 5  | 5a  | Le Trésor de Kamp Koral             | The Treasure of Kamp Koral          | 4 mars 2021        | 6 novembre 2021               | 30 avril 2022                | 15 décembre 2022                   |
| 5  | 5b  | Une nouvelle recrue                 | Camper Gary                         | 4 mars 2021        | 20 novembre 2021              | 15 octobre 2022              | 1er décembre 2022                  |
| 6  | 6a  | Razzia sur les en-cas               | Midnight Snack Attack               | 4 mars 2021        | 30 octobre 2021               | 30 avril 2022                | 15 décembre 2022                   |
| 6  | 6b  | Tic-Tac-Pearl                       | Hot Pearl-tato                      | 4 mars 2021        | 30 octobre 2021               | 30 avril 2022                | 15 décembre 2022                   |
| 7  | 7a  | L'anchois différent                 | What About Meep?                    | 22 juillet 2021    | 18 novembre 2021              | 15 octobre 2022              | 14 décembre 2022                   |
| 7  | 7b  | Isolement difficile                 | Hard Time Out                       | 22 juillet 2021    | 18 novembre 2021              | 15 octobre 2022              | 14 décembre 2022                   |
| 8  | 8a  | Patrick coule à pic                 | Pat's A Li'l Sinker                 | 22 juillet 2021    | 14 décembre 2021              | 15 octobre 2022              | 14 décembre 2022                   |
| 8  | 8b  | Le Camp Bob l'Éponge                | Camp SpongeBob                      | 22 juillet 2021    | 14 décembre 2021              | 15 octobre 2022              | 14 décembre 2022                   |
| 9  | 9a  | Voyage au bout du camp              | Squisery                            | 22 juillet 2021    | 16 février 2022               | 15 octobre 2022              | 14 décembre 2022                   |
| 9  | 9b  | Soirée jeux                         | Game Night                          | 22 juillet 2021    | 17 janvier 2022               | 15 octobre 2022              | 14 décembre 2022                   |
| 10 | 10a | Monsieur Nobbert                    | My Fair Nobby                       | 22 juillet 2021    | 16 février 2022               | 30 avril 2022                | 24 décembre 2022                   |
| 10 | 10b | Info Kamp Koral                     | Gimme a News Break                  | 22 juillet 2021    | 3 janvier 2022                | 15 octobre 2022              | 14 décembre 2022                   |
| 11 | 11a | Drôle de kraken                     | Wise Kraken                         | 22 juillet 2021    | 28 décembre 2022              | 7 novembre 2023              | 24 décembre 2022                   |
| 11 | 11b | GigantoPatrick                      | Squatch Swap                        | 22 juillet 2021    | 28 décembre 2022              | 8 novembre 2023              | 24 décembre 2022                   |
| 12 | 12a | L'ho ! Ho ! Horreur !               | The Ho! Ho! Horror!                 | 22 juillet 2021    | 22 septembre 2022             | 10 avril 2023                | 25 décembre 2022                   |
| 12 | 12b | L'affaire des toilettes extérieures | Outhouse Outrage                    | 22 juillet 2021    | 22 septembre 2022             | 11 avril 2023                | 25 décembre 2022                   |
| 13 | 13  | Frayeurs de Minuit                  | Are You Afraid of the Dork?         | 22 juillet 2021    | 29 novembre 2022              | 12 avril 2023                | 25 décembre 2022                   |
| 14 | 14a | Bienvenue (ou non) à bord           | Help Not Wanted                     | 30 septembre 2022  | 7 novembre 2022               | 13 avril 2023                | 12 janvier 2023                    |
| 14 | 14b | L'esprit du camp                    | Camp Spirit                         | 30 septembre 2022  | 7 novembre 2022               | 14 avril 2023                | 12 janvier 2023                    |
| 15 | 15a | Kung-fu de cambrousse               | Hill-Fu                             | 30 septembre 2022  | 9 novembre 2022               | 6 novembre 2023              | 12 janvier 2023                    |
| 15 | 15b | Trop chaud pour s’amuser            | Sun's Out, Fun's Out                | 30 septembre 2022  | 9 novembre 2022               | 9 novembre 2023              | 12 janvier 2023                    |
| 16 | 16a | Premiers et dernier secours         | First and Last Aid                  | 30 septembre 2022  | 8 novembre 2022               | 13 novembre 2023             | 15 juin 2023                       |
| 16 | 16b | La nuit des morts-puants            | Night of the Living Stench          | 30 septembre 2022  | 8 novembre 2022               | 14 novembre 2023             | 15 juin 2023                       |
| 17 | 17a | Les pirates de Kamp Koral           | Camp Crossbones                     | 29 novembre 2022   | 9 avril 2023                  | 15 novembre 2023             | 27 juillet 2023                    |
| 17 | 17b | La vie des méduses                  | The Jelly Life                      | 29 novembre 2022   | 29 novembre 2023              | 16 novembre 2023             | 27 juillet 2023                    |
| 18 | 18a | Course sous le lac                  | Lake Crashers                       | 29 novembre 2022   | 10 avril 2023                 | 20 novembre 2023             | 27 juillet 2023                    |
| 18 | 18b | Le Hollandais Marchand              | Boo Light Special                   | 29 novembre 2022   | 11 avril 2023                 | 21 novembre 2023             | 27 juillet 2023                    |
| 19 | 19a | La peinture selon Carlo             | Painting with Squidward             | 29 novembre 2022   | 12 avril 2023                 | 22 novembre 2023             | 27 juillet 2023                    |
| 19 | 19b | La vache porte-bonheur              | Kamp Kow                            | 29 novembre 2022   | 13 avril 2023                 | 23 novembre 2023             | 27 juillet 2023                    |
| 20 | 20  | Échange d'esprits                   | The Switch Glitch                   | 26 mai 2023        | 10 décembre 2023              | 6 décembre 2023              | Date belge inconnue                |
| 21 | 21a | Trio en Solo                        | Helter Shelter                      | 7 avril 2023       | 13 novembre 2023              | 27 novembre 2023             | Date belge inconnue                |
| 21 | 21b | Debout là-dedans !                  | Reveille Revolution                 | 7 avril 2023       | 14 novembre 2023              | 28 novembre 2023             | Date belge inconnue                |
| 22 | 22a | Gary et ses blagues pipi-caca       | Prickly Pests                       | 18 mai 2023        | 15 novembre 2023              | 29 novembre 2023             | Date belge inconnue                |
| 22 | 22b | Mister intello                      | Are You Smarter Than a Smart Cabin? | 18 mai 2023        | 16 novembre 2023              | 30 novembre 2023             | Date belge inconnue                |
| 23 | 23a | Kawaï 71                            | Deep Sea Despot                     | 15 juin 2023       | 17 novembre 2023              | 1er décembre 2023            | Date belge inconnue                |
| 23 | 23b | Bob au carré                        | Regi-Hilled                         | 15 juin 2023       | 20 novembre 2023              | 5 décembre 2023              | Date belge inconnue                |
| 24 | 24a | Commando camping pour tout le monde | The Perfect Camper                  | 1er juin 2023      | 21 novembre 2023              | 7 décembre 2023              | Date belge inconnue                |
| 24 | 24b | L'œil du Blarb                      | Eye of the Hotdog                   | 1er juin 2023      | 22 novembre 2023              | 8 décembre 2023              | Date belge inconnue                |
| 25 | 25a | Va chercher ton goûter !            | Patrick Takes the Cake              | 18 mai 2023        | 23 novembre 2023              | 14 décembre 2023             | Date belge inconnue                |
| 25 | 25b | À vos marques, prêts, tirez !       | The Taste of Defeat                 | 18 mai 2023        | 24 novembre 2023              | 21 décembre 2023             | Date belge inconnue                |
| 26 | 26a | Même pas peur, mauvais en tout      | Scaredy Squirrel                    | 7 avril 2023       | 27 novembre 2023              | 7 janvier 2024               | Date belge inconnue                |
| 26 | 26a | Chat perdu                          | Hats Off to Space                   | 7 avril 2023       | 28 novembre 2023              | 27 janvier 2024              | Date belge inconnue                |
| 27 | 27  | La chasse-noisette                  | In a Nut's Shell                    | 2 juin 2023        | 30 novembre 2023              | 27 janvier 2024              | Date belge inconnue                |